# Eugeniusz Tomaszewski
Eugeniusz Tomaszewski (ur. 28 kwietnia 1918 w Nowotańcu, zm. 31 lipca 1978 we Wrocławiu) – polski duchowny rzymskokatolicki, prałat, profesor dr hab., proboszcz parafii Świętej Rodziny we Wrocławiu, apologeta.

## Życiorys
Urodził się 28 kwietnia 1918 r. w Nowotańcu w wielodzietnej rodzinie mieszczańskiej Wojciecha i Franciszki z domu Banasiewicz. Do 1944 r. mieszkał i pracował w rodzinnej wsi. Do Szkoły Podstawowej uczęszczał w Nowotańcu i Bukowsku. W 1946 r. ukończył  Państwowe Gimnazjum im. Hetmana Stanisława Żółkiewskiego w Żółkwi.
Studia teologiczne rozpoczął na Uniwersytecie we Lwowie. Sakrament święceń otrzymał 4 maja 1941 r. w Brzozowie. 11 maja 1941 r. odbyły się jego prymicje w Nowotańcu. Po święceniach został skierowany do pracy w Nowotańcu, gdzie prowadził tajne nauczanie i organizował pomoc dla Żydow i w przeprowadzeniu żołnierzy przez karpackie przejścia na Węgry. Od 1945 r. duszpasterzował w Kamieniu Wielkim, Pantalowicach i Bochni. Na Katolickim Uniwersytecie Lubelskim uzyskał doktorat z teologii na podstawie pracy: Nauka Mariawitów o Kościele. Po wojnie został wykładowcą apologetyki, religioznawstwa i teologii fundamentalnej w Wyższym Seminarium Duchownym oraz na Papieskim Wydziale Teologicznym we Wrocławiu. W latach 1953–1957 pracował kolejno jako administrator parafii w Krzydlinie Małej, Wińsku, Niepokalanego Serca Najświętszej Maryi Panny w Marciszowie. Od 1957 r. został ponowienie profesorem seminarium we Wrocławiu, prowadząc wykłady z apologetyki, a od 1960 r. również z historii religii. W latach 1957–1961 był administratorem parafii we Wrocławiu - Brochowie. W 1961 r. objął probostwo parafii św. Rodziny we Wrocławiu, w której duszpasterzował do końca życia. W latach 1961–1962 był dziekanem dekanatu Wrocław-Wschód. 10 marca 1970 r. habilitował się na Akademi Teologii Katolickiej w Warszawie. Zmarł 31 lipca 1978 r. we Wrocławiu i został pochowany na cmentarzu w Tarnowie.